# Таниш-султан
Тиниш, Тыныш султан (каз. Тыныш сұлтан ) — казахский султан, седьмой сын казахского хана Жанибека.

## Биография
Тиниш султан седьмой сын Джанибек хана. Судя по сочинению Ибн Рузбихана, Тиниш был крупноулусным (старшим) султаном. В начале марта 1509 г. его улус подвергся нападению воинов Шейбани-хана. Тиниш-султан с частью своих воинов и людей некоторое время бился «за своё семейство, добро и достояние», но отступил перед превосходящей силой противника. Все — «достояние и добро, перевозочные животные,караваны верблюдов,одежда, кибитки, повозки, вьючные верблюды» — подверглось разграблению.
Последний раз имя Тиниш-султана встречается в источниках под 1513 г. По словам Мирзы Хайдара, Тиниш-султану (в разных списках «Тарих-и Рашиди» написание его имени дается по-разному) тогда было лет шестьдесят; он вместе с другими казахскими султанами был послан Касым-ханом встречать могульского хана Саида.